# Anglikanische Kirche von Zentralamerika
Die Anglikanische Kirche von Zentralamerika (spanisch Iglesia Anglicana de la Región Central América) ist eine Mitgliedskirche der Anglikanischen Gemeinschaft und erstreckt sich über die Länder Panama, Costa Rica, Guatemala, Nicaragua und El Salvador.
Primas der Kirchengemeinschaft ist der Erzbischof von Zentralamerika, ein Amt, das seit 2018 der anglikanische Bischof von Panama Julio Murray bekleidet.
Seit 2012 wird die die Ordination von Frauen praktiziert.
Die Provinz umfasst fünf Diözesen in fünf Ländern:
| Diözese     | Staat                      | Bischof                    |
| ----------- | -------------------------- | -------------------------- |
| Costa Rica  | Costa Rica, San José       | Orlando Gomez              |
| El Salvador | El Salvador, San Salvador  | Juan David Alvarado Melgar |
| Guatemala   | Guatemala, Guatemala-Stadt | Armando Roman Guerra Soria |
| Nicaragua   | Nicaragua, Managua         | Sturdie Downs              |
| Panama      | Panama, Balboa             | Julio Murray Thompson      |